# Halmstads pastorat
Halmstads pastorat är ett pastorat i Halmstads och Laholms kontrakt i Göteborgs stift i Halmstads kommun i Hallands län. 
Pastoratet bildades 2014 genom sammanläggning av pastoraten:
- Martin Luthers pastorat
- S:t Nikolai pastorat

Pastoratet bestod av följande församlingar:
- Martin Luthers församling
- S:t Nikolai församling

Efter sammanläggning av församlingarna 2016 motsvarar pastoratet Halmstads församling.

Pastoratskod är 081605